# John Moulder-Brown
John Moulder-Brown (Londres, 3 de juny de 1953) és un actor anglès de cinema i televisió conegut per les seves actuacions en les pel·lícules Deep End (1970), First Love, Ludwig (1972) i La residencia.

## Biografia
Moulder-Brown va néixer a Londres i va començar la seva carrera d'actor de petit. El 1982 va actuar a l'obra de George Bernard Shaw, Man and Superman, al Theatre Royal Haymarket de Londres, al costat de Peter O'Toole, Lisa Harrow, James Grout, Michael Byrne, Robert Beatty i Joyce Carey.. La seva següent aparició en l'etapa va ser a l'obra The Table of the Two Horsemen del teatre Greenwich, set anys després.
Moulder-Brown va fundar The Academy of Creative Training, una escola de teatre a Brighton, Sussex el 1997.

## Filmografia

### Cinema
| Any  | Títol                                         | Paper                   | Notes                  |
| ---- | --------------------------------------------- | ----------------------- | ---------------------- |
| 1958 | Carve Her Name with Pride                     | Noi                     | Sense acreditar        |
| 1958 | A Night to Remember                           | Passatger del Titanic   | Sense acreditar        |
| 1958 | A Cry from the Streets                        | Jacky                   | Sense acreditar        |
| 1958 | Conflicte íntim (The Man Inside)              | Noi                     | Sense acreditar        |
| 1958 | Death Over My Shoulder                        | Noi                     | Sense acreditar        |
| 1959 | Un lloc a dalt de tot                         | Urchin                  | Sense acreditar        |
| 1960 | Night Train for Inverness                     | Noi                     | Sense acreditar        |
| 1960 | Doctor in Love                                | Noi                     | Sense acreditar        |
| 1961 | Two Living, One Dead                          | Rolf Berger             |                        |
| 1961 | The Missing Note                              | Willie                  |                        |
| 1961 | Night Without Pity                            | Geoffrey Martin         |                        |
| 1962 | Little Girls Never Cry                        | Stormont                |                        |
| 1963 | 55 dies a Pequín                              | Tommy                   | Sense acreditar        |
| 1964 | Becket                                        | Noi                     | Sense acreditar        |
| 1964 | Go Kart Go                                    | Spuggy                  | Com John Moulder Brown |
| 1965 | Els herois de Telemark                        | Noi                     | Sense acreditar        |
| 1965 | The Uncle                                     | Jamie                   |                        |
| 1966 | Conspiració a Berlin (The Quiller Memorandum) | Noi amb Inge            | Sense acreditar        |
| 1966 | Runaway Railway                               | Charlie                 |                        |
| 1966 | Operation Third Form                          | Dick                    |                        |
| 1967 | Half a Sixpence                               | Noi                     | Sense acreditar        |
| 1967 | Calamity the Cow                              | Rob Grant               |                        |
| 1968 | The Boys of Paul Street                       | Geréb                   |                        |
| 1969 | Goodbye, Mr. Chips                            | Alumne                  | Sense acreditar        |
| 1970 | The House That Screamed                       | Luis                    | Com John Moulder Brown |
| 1970 | First Love                                    | Alexander               |                        |
| 1970 | Deep End                                      | Mike                    | Com John Moulder Brown |
| 1972 | Vampire Circus                                | Anton                   |                        |
| 1972 | King, Queen, Knave                            | Frank                   |                        |
| 1973 | Ludwig                                        | Prince Otto             | Com John Moulder Brown |
| 1974 | Say It with Flowers                           | Jean-Claude Berger      |                        |
| 1974 | The Stepmother                                | Daniel                  |                        |
| 1975 | Forbidden Love Game                           | Miguel                  | Com John Moulder Brown |
| 1979 | Confessions from the David Galaxy Affair      | Sergent Johnson         |                        |
| 1981 | Killing Heat                                  | Tony Marston            |                        |
| 1985 | Claudia                                       | Gavin                   |                        |
| 1986 | L'étincelle                                   | Bob                     |                        |
| 1987 | Rumpelstiltskin                               | Prince Henry            | Com John Moulder Brown |
| 2010 | Young Alexander the Great                     | Filip, rei de Macedònia |                        |

### Televisió
| Any  | Títol                          | Paper                 | Notes                       |
| ---- | ------------------------------ | --------------------- | --------------------------- |
| 1964 | Beware of the Dog              | Michael               | 6 episodis                  |
| 1966 | Weavers Green                  | Colin Westcott        | 5 episodis                  |
| 1967 | Comedy Playhouse               | Robin Corner          | 1 episodi                   |
| 1968 | The Dickie Henderson Show      | Noi                   | 1 episodi                   |
| 1968 | The Devil in the Fog           | Hotspur Treet         | 5 episodis                  |
| 1968 | ITV Playhouse                  | Paul Fawcett          | 1 episodi                   |
| 1968 | Heidi                          | Peter                 | Telefilm, com John M. Brown |
| 1969 | Sexton Blake                   | Clive Goodside        | 1 episodi                   |
| 1971 | Out of the Unknown             | Andrew                | 1 episodi                   |
| 1973 | Away from It All               | Philippe              | 1 episodi                   |
| 1973 | ITV Sunday Night Theatre       | Jan                   | 1 episodi                   |
| 1976 | Victorian Scandals             | Wilfrid Blunt         | 1 episodi                   |
| 1978 | The Flockton Flyer             | Christopher Bell      | 1 episodi                   |
| 1978 | As You Like It                 | Hymen                 | Telefilm                    |
| 1979 | The Mill on the Floss          | Stephen Guest         | 5 episodis                  |
| 1979 | A Moment in Time               | Bill                  | 3 episodis                  |
| 1980 | Paradise in a Dream            | On-screen participant | TV movie                    |
| 1981 | BBC2 Playhouse                 | Desmond               | 1 episodi                   |
| 1982 | The Confessions of Felix Krull | Felix Krull           | 5 episodis                  |
| 1982 | Man and Superman               | Hector Malone         | Telefilm                    |
| 1984 | Ellis Island                   | Terry Billings        | 3 episodis                  |
| 1985 | Jenny's War                    | Guy                   | 4 episodis                  |
| 1985 | Royal Match                    | King Edmund           | TV movie                    |
| 1985 | Family Ties Vacation           | William Clive-Hopkins | TV movie                    |
| 1987 | Miss Marple: Sleeping Murder   | Giles Reed            | Telefilm                    |
| 1987 | Howards' Way                   | Richard Spencer       | 5 episodis                  |
| 1991 | The Bill                       | Rush                  | 1 episodi                   |
| 1992 | Casualty                       | Hal                   | 1 episodi                   |